# Кнерінген
Кнерінген (нім. Knöringen) — громада в Німеччині, розташована в землі Рейнланд-Пфальц. Входить до складу району Південний Вайнштрассе. Складова частина об'єднання громад Ландау-Ланд.
Площа — 2,52 км2. Населення становить 454 ос. (станом на 31 грудня 2020).